# Fryderyki 1998
Fryderyki 1998 – 5. edycja polskich nagród muzycznych Fryderyków, przyznawanych przez Związek Producentów Audio-Video, honorująca dokonania przemysłu muzycznego w roku 1998. Ceremonia wręczenia nagród odbyła się 10 kwietnia 1999 w Sali Kongresowej w Warszawie. Galę poprowadziła piosenkarka Basia, a jej emisja na żywo odbyła się w TVN.
Nagrody zostały przyznane w 24 kategoriach (18 w sekcji muzyki rozrywkowej, 2 w sekcji muzyki jazzowej i 4 w sekcji muzyki poważnej). Najwięcej nominacji (7) otrzymał Grzegorz Ciechowski. Najwięcej nagród (3) zdobyła Reni Jusis. Po 2 nagrody wygrali Beata Kozidrak i O.N.A.

## Laureaci i nominowani

### Sekcja muzyki rozrywkowej
| Piosenka roku | Fonograficzny debiut |
| --- | --- |
| - „Zakręcona” – Reni Jusis - „Gdy nie ma dzieci” – Kult - „Jesienna deprecha” – Kury - „Niepokonani” – Perfect - „Mamona” – Republika                       | - Reni Jusis - Andrzej Piaseczny - Pati Yang - Sędzia Dread - Ścianka |
| Wokalista roku | Wokalistka roku |
| - Mietek Szcześniak - Grzegorz Markowski - Kazik Staszewski - Robert Gawliński - Stanisław Sojka                                                            | - Beata Kozidrak - Agnieszka Chylińska - Edyta Bartosiewicz - Katarzyna Nosowska - Reni Jusis |
| Grupa roku | Teledysk roku |
| - O.N.A. - Budka Suflera - Kult - Kury - Republika | - „To nie był film” – Myslovitz (reżyseria: Wojciech Smarzowski) - „Jesienna deprecha” – Kury (reżyseria: Łukasz Jankowski) - „Mamona” – Republika (reżyseria: Ryszard Czernow) - „O, Hela” – Piersi (reżyseria: Robert Turło) - „Zakręcona” – Reni Jusis (reżyseria: Tomasz Nalewajek) |
| Producent muzyczny roku | Realizator dźwięku roku |
| - Marcin Pospieszalski - Grzegorz Ciechowski - Grzegorz Skawiński - Michał Przytuła - Wojciech Waglewski                                                    | - Adam Toczko - Andrzej Karp - Leszek Kamiński - Michał Przytuła - Tomasz Bonarowski |
| Kompozytor roku | Autor roku |
| - Grzegorz Ciechowski - Edyta Bartosiewicz - Grzegorz Skawiński - Tymon Tymański - Wojciech Waglewski                                                       | - Kazik Staszewski - Agnieszka Chylińska - Edyta Bartosiewicz - Grzegorz Ciechowski - Tymon Tymański |
| Album roku – pop | Album roku – rock |
| - Beata – Beata Kozidrak - Czarno na białym – Mietek Szcześniak - Jaszczurka – Pati Yang - Piasek – Andrzej Piaseczny - Przed zakrętem – Maryla Rodowicz    | - T.R.I.P. – O.N.A. - Masakra – Republika - Oov Oov – Voo Voo - Ostateczny krach systemu korporacji – Kult - Wodospady – Edyta Bartosiewicz |
| Album roku – dance & techno | Album roku – rap & hip-hop |
| - K.A.S.A. no. 3 – K.A.S.A. - Norbi 2 – Norbi - Change in Form – Aya RL - Sanctvarium – Hedone - Ventylator – Ventylator                                    | - Zakręcona – Reni Jusis - Lek – Thinkadelic - Lodołamacz – Pilich und Funk - Szmata – Sto % Bawełny - W 63 minuty dookoła świata – Kaliber 44 |
| Album roku – hard & heavy | Album roku – muzyka alternatywna |
| - High Proof Cosmic Milk – Acid Drinkers - Noia – Aion - M-Brion – Crew - Illusion 6 – Illusion - Koniec wieku – Sweet Noise                                | - P.O.L.O.V.I.R.U.S. – Kury - Milena – Nosowska - Muzyka fruwającej ryby – Osjan - Muzyka od środka – Wojciech Waglewski - Statek kosmiczny Ścianka – Ścianka |
| Album roku – piosenka poetycka | Najlepszy album zagraniczny |
| - Pan Maleńczuk – Maciej Maleńczuk - Każda chwila – Antonina Krzysztoń - Księżyc w misce – Grzegorz Turnau - Żal za… – Pod Budą - Źródło – Kuba Sienkiewicz | - Ray of Light – Madonna - 5 – Lenny Kravitz - Ederlezi – Goran Bregović - Mezzanine – Massive Attack - Pilgrim – Eric Clapton |

### Sekcja muzyki jazzowej
| Jazzowy muzyk roku                                                                                            | Jazzowy album roku |
| --- | --- |
| - Leszek Możdżer - Adam Pierończyk - Jarosław Śmietana - Maciej Strzelczyk - Mikołaj Trzaska - Piotr Wojtasik | - Songs and Other Ballads – Jarosław Śmietana - Amariuch – Łoskot - Art Farmer Plays Standards – Art Farmer - Grappelling – Maciej Strzelczyk, Krzysztof Woliński i Piotr Rodowicz - Live in Sofia – Leszek Możdżer i Adam Pierończyk |

### Sekcja muzyki poważnej
| Muzyka solowa | Muzyka kameralna |
| --- | --- |
| - Wszystkie utwory fortepianowe - Bach – Mozart – Beethoven: Koncerty fortepianowe - Chopin vol.3 – Polonezy - Chopin vol.4 – Scherza, Wariacje, Berceuse - Słynne kaprysy  | - Antonio Vivaldi – „Złote” cztery pory roku - Brahms, Zarębski Piano Quintets - Chopin – Utwory w opracowaniach kameralnych - Johann Christian Bach – Cello concertos - Miniatury                   |
| Muzyka wokalna | Muzyka współczesna |
| - Karłowicz – Pieśni - Jerzy Maksymiuk i Anna Bajor – Jerzy Maksymiuk i Anna Bajor - Polskie pieśni - Mistrz bel canto – Ryszard Karczykowski - Stanisław Moniuszko – Halka | - Koncerty fortepianowe – Andrzej Panufnik, Witold Lutosławski i Paweł Szymański - Kilar – Wojciech Kilar - Utrenja – Krzysztof Penderecki - Musica Sacre Poloniae - Wojciech Kilar – Wojciech Kilar |

## Statystyki
| Liczba | Osoba/zespół         |
| ------ | -------------------- |
| 3      | Reni Jusis           |
| 2      | Beata KozidrakO.N.A. |

| Liczba | Osoba/zespół                                                         |
| ------ | -------------------------------------------------------------------- |
| 7      | Grzegorz Ciechowski                                                  |
| 6      | Tymon Tymański                                                       |
| 5      | Kazik StaszewskiPiotr PawlakReni JusisWojciech Waglewski             |
| 4      | Agnieszka ChylińskaEdyta BartosiewiczGrzegorz SkawińskiKuryRepublika |
| 3      | Kult                                                                 |